# Iwan Kozyriewski
Iwan Pietrowicz Kozyriewski ros. Иван Петрович Козыревский (ur. w Jakucku w 1688, zm. 2 grudnia 1734 w Moskwie) – rosyjski podróżnik polskiego pochodzenia, odkrywca i badacz Wysp Kurylskich.
Wnuk starolitewskiego szlachcica Teodora, który wzięty do niewoli w 1654 pod Smoleńskiem zesłany został do Jakucka. Po uwolnieniu na mocy rozejmu andruszowskiego z Rzecząpospolitą w 1667, Teodor powrócił dobrowolnie do Jakucka, gdzie założył rodzinę i wychowywał syna Piotra. W 1700 Piotr, za zabójstwo swej żony, został zesłany wraz z synem Iwanem na Kamczatkę i wcielony do formacji Kozaków syberyjskich.
Według niektórych źródeł Iwan Kozyriewski wraz z ojcem Piotrem jako pierwsi na świecie zdobyli najwyższą górę Kamczatki i najwyższy wulkan Eurazji, Kluczewską Sopkę, w okresie między 1701 a 1703. Po śmierci ojca, zabitego przez Koriaków w 1704, Iwan wstąpił do oddziału kozaków, którym od 1707 roku dowodził znany badacz i kolonizator Kamczatki Atłasow. Z powodu okrucieństwo Atłasowa dochodziło wielokrotnie do buntów, w roku 1711 na czele ostatniego z nich stanął Kozyriewski. Atłasowa zabito, a powstańcy zostali zaocznie skazani na śmierć. By uzyskać ułaskawienie, oddział pod dowództwem Kozyriewskiego zgodził się ochotniczo podjąć zbadania i potwierdzenia doniesień Atłasowa o istnieniu Wysp Kurylskich. Wyprawa pod dowództwem Kozyriewskiego wyruszyła w sierpniu 1711, odkrywając Wyspy Kurylskie (wcześniejsze odkrycie z 1643 dokonane przez holenderską ekspedycję, nie było w Rosji znane, podobnie jak odkrycia japońskie). Dłuższe i dokładniejsze badania Kuryli przeprowadził Kozyriewski na czele dużej ekspedycji w 1713. Wtedy też zebrał szereg informacji o północnej Japonii. Wykonał mapę Wysp Kurylskich, podał też liczne informacje meteorologiczne i etnograficzne o tym archipelagu. Po roku 1713 prowadził jeszcze kilka niewielkich wypraw po Kamczatce zakładając kilka fortów i klasztorów prawosławnych. Pomimo ułaskawienia, sprawę zabójstwa Atłasowa wznowiono i by uniknąć kary śmierci Kozyriewski w 1716 wstąpił do klasztoru prawosławnego na Kamczatce, przybierając imię Ignacy (Игнатий). W 1718 został głową Kościoła prawosławnego na Kamczatce. W 1720 jako zakonnik przybył do Jakucka. Z rozkazu władz duchownych został budowniczym klasztorów w Jakucji, a następnie w Tobolsku.
W 1726 opracował mapę Kamczatki. W 1728 został wyznaczony dowódcą ekspedycji badawczej, na czele której dopłynął z Jakucka do ujścia Leny. W 1730 wyjechał bez zgody władz cerkiewnych do Moskwy, celem złożenia raportu ze swych podróży na Kuryle i do Japonii. Raport ten był wydany drukiem w Moskwie w 1730 roku, a następnie był tłumaczony w Europie Zachodniej. W uznaniu zasług powtórnie mianowano Kozyriewskiego głową cerkwi na Kamczatce, jednak metropolita Tobolska złożył skargę na ucieczkę Kozyriewskiego i przypomniał sprawę zabójstwa Atłasowa. W konsekwencji wszczęto nowe śledztwo i tortury, zakończone wyrokiem śmierci. Kozyriewski zmarł w więzieniu przed egzekucją.
Imieniem Iwana Kozyriewskiego nazwano wioskę liczącą 1500 mieszkańców w środkowej Kamczatce założoną w 1958 – Kozyriewsk (Козыревск), będącą znaną bazą turystyczną przy wyprawach na Kluczewską Sopkę oraz rzekę Kozyriewkę długości 222 km, będącą dopływem rzeki Kamczatki i grzbiet górski Kozyriewski Grzbiet (Козыревский хребет) w rejonie Kozyriewska.